# Bröderna Dalton maskerar sig
Bröderna Dalton maskerar sig (Ma Dalton) är ett Lucky Luke-album från 1971. Det är det 38:e albumet i ordningen, och har nummer 12 i den svenska utgivningen.

## Handling
Bröderna Dalton rymmer från fängelset och träffar sin mor, som snart terroriserar Cactus Junction.

## Bild och text
På slutsidorna i den svenskspråkiga versionen visas en svartvit målning, och en text om verklighetens Bröderna Dalton.

## Svensk utgivning
- Morris; Goscinny, René, (översättare: Veronica Schildt-Bendjelloul) (1973). Bröderna Dalton maskerar sig. Lucky Lukes äventyr: 12. Stockholm: Albert Bonniers förlag. Libris 7144077. ISBN 91-0-038620-0
- Andra upplagan, 1985, Bonniers Juniorförlag. ISBN 91-48-38620-0
- Tredje upplagan, 2009, Egmont Kärnan. ISBN 978-91-7405-247-3
- I Lucky Luke – Den kompletta samlingen ingår albumet i "Lucky Luke 1971-1973". Libris 10080734. ISBN 91-7134-236-2
- Den svenska utgåvan trycktes även som nummer 78 i Tintins äventyrsklubb (1990). Libris 7674098. ISBN 91-7904-265-1
- Serien återtrycktes också i "Vi bröderna Dalton" (1983)